# Langschwanz-Klettermäuse
Die Langschwanz-Klettermäuse (Vandeleuria) sind eine Nagetiergattung aus der Gruppe der Altweltmäuse (Murinae). Die Gattung umfasst drei Arten.

## Allgemeines
Es sind sehr kleine, mäuseähnliche Nagetiere. Sie erreichen eine Kopfrumpflänge von 6 bis 9 Zentimetern, eine Schwanzlänge von 9 bis 13 Zentimetern und ein Gewicht von rund 10 Gramm. Ihre Fellfärbung variiert an der Oberseite von hellbraun bis rötlichbraun, die Unterseite ist weiß oder beige. Der sehr lange Schwanz ist behaart, hat aber im Gegensatz zu verwandten Gattungen keine buschige Spitze. Die Gliedmaßen sind an das Baumleben angepasst, die ersten Zehen der Vorder- und Hinterbeine können opponiert werden.
Langschwanz-Klettermäuse sind im südlichen Asien beheimatet, ihr Verbreitungsgebiet reicht von Indien und Sri Lanka bis ins südliche China und Thailand. Sie sind nachtaktive Baumbewohner und können ausgezeichnet klettern. Der Schwanz dient dabei hauptsächlich zur Balance, kann aber auch als Greiforgan eingesetzt werden. Tagsüber schlafen die Tiere in einem Nest, das sie im Geäst oder in Baumhöhlen errichten. Ihre Nahrung besteht aus Früchten, Knospen und Schösslingen.

## Systematik
Nach Wilson & Reeder (2005) sind die Langschwanz-Klettermäuse Teil der Micromys-Gruppe innerhalb der Altweltmäuse.
Es gibt drei Arten:
- Nilgiri-Langschwanz-Klettermaus (Vandeleuria nilagirica) lebt nur in der Nilgiri-Region im südwestlichen Indien.
- Nolthenius-Langschwanz-Klettermaus (Vandeleuria nolthenii) ist in den zentralen Hochländern Sri Lankas endemisch.
- Asiatische Langschwanz-Klettermaus (Vandeleuria oleracea) kommt vom westlichen Indien bis in das südliche China und Thailand vor.

Wegen ihres kleinen Verbreitungsgebietes und den Gefahren durch die Zerstörung ihres Lebensraums werden B. nilagirica und V. nolthenii von der IUCN als „stark gefährdet“ (endangered) gelistet, V. oleracea ist nicht gefährdet.